# Иван Дојчинов
Иван Дојчинов – Димче Шпанац (1909 – 1991), учесник Шпанског грађанског рата, Народноослободилачке борбе и официр Југословенске армије. Каријера му је прекинута након сврставања уз Резолуцију Информбироа.

## Биографија
Рођен је 11. јануара 1909. године у Ђевђелији. После завршетка Првог светског рата његова породица је емигрирала у Аргентину. Тамо је постао члан Комунистичке партије Аргентине 1932. године. Био је члан Секретаријата КПА у Буенос Ајресу и члан Антиимперијалистичке лиге Аргентине. Активно је деловао и у тамошњим македонским удругама и сарађивао за весник „Македонски глас“. Био је ухапшен од аргентинске полиције и провео две и по године у затвору.

### Шпански грађански рат
Као борац у Интернационалним бригадама током Шпанског грађанског рата, био је члан Комунистичке партије Шпаније. Током рата је био трипут рањен. До краја рата стекао је чин капетана Републиканске армије.
После завршетка рата, неко је време проборавио у концентрационим логорима у Француској.

### Народноослободилачка борба
Године 1941, вратио се у окупирану Југославију и прикључио Народноослободилачком покрету као инструктор у Покрајинском комитету КПЈ за Македонију у Ђевђелији, члан Војне комисије Месног комитета КПЈ у Ђевђелији и члан Покрајинског војног штаба.
Био је командант Кичевско-мавровског партизанског одреда од маја 1943. године, командант Прве оперативне зоне НОВ и ПОМ, члан и заменик команданта Главног штаба НОВ и ПО Македоније, заменик команданта Треће македонске бригаде, дивизије и корпуса. Био је делегат на Првом и Другом заседању АСНОМ-а.

### Информбиро
После рата, завршио је Војну академију „Фрунзе“ у Москви. Године 1948. се вратио у Југославију у чину потпуковника и био командант Ваљевске војне области и начелник Оперативног одељења Пете армијске области.
Подржао је Резолуцију Информбироа крајем 1950. године, после чега је био ухапшен и 1. новембра 1951. осуђен на девет година строгог затвора и ограничење грађанских права на три године. Робију је служио у КПД Билећа од марта 1952. до 1954, на Голом отоку и у Казненом затвору у Београду.
По затопљењу односа између Југославије и СССР-а 1956. године, био је помилован и пуштен из затвора. Радио је у Металском заводу у Скопљу, али је поновно био осумњичен и јуна 1958. године ухапшен. После шест месеци је ослобођен као невин, након чега је емигрирао у Бугарску. Напослетку се вратио у Скопље, где је умро 29. јануара 1991. године.
Носилац је Партизанске споменице 1941. и осталих југословенских одликовања.